# 越南—萨尔瓦多关系
越南－萨尔瓦多关系是指中美洲国家萨尔瓦多和东南亚国家越南之間的雙邊關係。兩國均為七十七國集團、東亞－拉丁美洲合作論壇成員國。

## 政治交流
冷战时期的萨尔瓦多政府奉行反共主义，與越南民主共和国及其继承者越南社会主义共和国等共产主义国家甚少有贸易往来，当时的薩爾瓦多於1960年1月29日给予越南共和國外交承认，直至1975年南越覆亡為止。:5但薩爾瓦多共產黨则与越南维持着一定的交流往来。在萨尔瓦多内战期间，越南友好组织联合会成立了越南－萨尔瓦多人民团结委员会，以发展两国民间交流。
左翼政党法拉本多·马蒂民族解放阵线成为萨尔瓦多执政党以来，薩爾瓦多政府開始積極推動发展與越南的關係。2010年1月16日，越南和薩爾瓦多在日本東京都舉行的第四屆東亞－拉丁美洲合作論壇外长会议之際，簽署了建立外交關係的聯合公報。此后两国关系友好发展，高层访问不断。

### 人员交流
萨尔瓦多：立法议会议长西格弗里多·雷耶斯、外交部长亚历山德拉·希尔·蒂诺科（2023年2月）
越南：越共中央对外部部长黄平君、中央书记处书记、中央内政部部长潘廷镯

### 外交代表机构
自建交以来，越南对萨尔瓦多的相关事务由驻墨西哥大使馆兼辖。萨尔瓦多对越南的相关事务曾由驻印度大使馆兼辖，2022年，萨尔瓦多在河内设立大使馆，为该国在东南亚的首个大使馆。萨尔瓦多也在胡志明市设有名誉领事馆，以维持双边关系。

## 经贸关系
两国贸易往来有限，2011年，越南從薩爾瓦多進口750萬美元，向薩爾瓦多出口570萬美元。包括越南軍用電子電信在内的一些越南企業也有兴趣开拓萨尔瓦多市场。

## 人文交流
2013年2月20日，越南科技部同萨尔瓦多大使鲁本·萨莫拉代表两国政府签署了《越南政府-萨尔瓦多政府科技合作协议》。该协议将有助于越、萨两国的科学研究合作及人员往来。
2016年，萨尔瓦多—越南友好协会在萨尔瓦多的萨尔瓦多大学举行了有关越南的研讨会。